# Kardinali koje je zaredio Pio X.
Papa Pio X. (1903. – 1914.) je za vrijeme svog pontifikata zaredio 50 kardinala u sedam konzistorija.

## 9. studenog 1903.
1. Rafael Merry del Val (1865. – 1930.)
2. Giuseppe Callegari (1841. – 1906.)

## 11. prosinca 1905.
1. József Samassa (1828. – 1912.)
2. Marcelo Spinola y Maestre (1835. – 1906.)
3. Joaquim Arcoverde de Albuquerque Cavalcanti (1850. – 1930.)
4. Ottavio Cagiano de Azevedo (1845. – 1927.)

## 15. travnja 1907.
1. Aristide Cavallari (1849. – 1914.)
2. Gregorio Maria Aguirre y Garcia (1835. – 1913.)
3. Aristide Rinaldini (1844. – 1920.)
4. Benedetto Lorenzelli (1853. – 1915.)
5. Pietro Maffi (1858. – 1931.)
6. Alessandro Lualdi (1858. – 1927.)
7. Désiré-Joseph Mercier (1851. – 1926.)

## 16. prosinca 1907.
1. Pietro Gasparri (1852. – 1934.)
2. Louis Luçon (1842. – 1930.)
3. Pierre Andrieu (1849. – 1935.)
4. Gaetano de Lai (1853. – 1928.)

## 27. studenog 1911.
1. António Mendes Belo (1842. – 1929.)
2. José Cos y Macho (1838. – 1919.)
3. Diomede Falconio (1842. – 1917.)
4. Antonio Vico (1847. – 1929.)
5. Gennaro Granito Pignatelli di Belmonte (1851. – 1948.)
6. John Murphy Farley (1842. – 1918.)
7. Francis Bourne (1861. – 1935.)
8. Franziskus von Sales Bauer (1841. – 1915.)
9. Léon-Adolphe Amette (1850. – 1920.)
10. William Henry O'Connell (1859. – 1944.)
11. Enrique Almaraz y Santos (1847. – 1922.)
12. François-Virgile Dubillard (1845. – 1914.)
13. Franz Xaver Nagl (1855. – 1913.)
14. François de Rovérié de Cabrières (1830. – 1921.)
15. Gaetano Bisleti (1856. – 1932.)
16. Giovanni Lugari (1846. – 1914.)
17. Basilio Pompilj (1858. – 1931.)
18. Louis Billot (1846. – 1931.)
19. Willem Marinus van Rossum (1854. – 1932.)

## 2. prosinca 1912.
1. Károly Hornig (1840. – 1917.)

## 25. svibnja 1914.
1. Victoriano Guisasola y Menéndez (1852. – 1920.)
2. Louis-Nazaire Bégin (1840. – 1925.)
3. Domenico Serafini (1852. – 1918.)
4. Giacomo della Chiesa (1854. – 1922.) (Papa Benedikt XV.; 1914–1922)
5. János Csernoch (1852. – 1927.)
6. Franziskus von Bettinger (1850. – 1917.)
7. Hector Sévin (1852. – 1916.)
8. Felix von Hartmann (1851. – 1919.)
9. Friedrich Gustav Piffl (1864. – 1932.)
10. Scipione Tecchi (1854. – 1915.)
11. Filippo Giustini (1852. – 1920.)
12. Michele Lega (1860. – 1935.)
13. Francis Aidan Gasquet (1846. – 1929.)